# Museum en galerie Van Lien

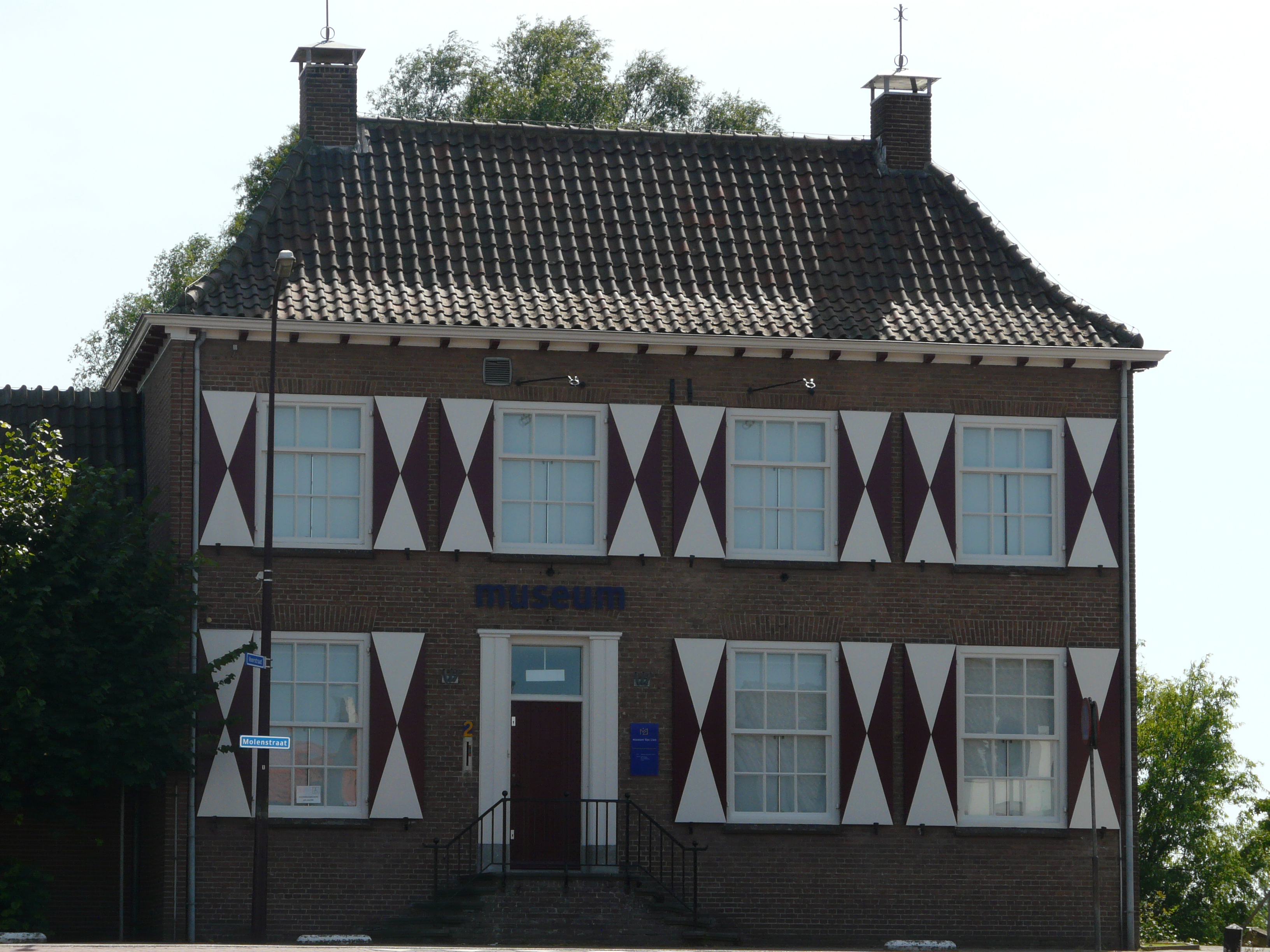
Museum en galerie Van Lien

Museum en galerie Van Lien was een van oorsprong particuliere kunstverzameling van het echtpaar Van Lien-Put. Het bevond zich aan de Kadedijk 2 te Fijnaart.
In 1999 werd de verzameling ondergebracht in een stichting, en tentoongesteld in het Museum Van Lien, waaraan ook een galerie is verbonden. Er werden daarnaast ook lezingen gegeven en wisselende tentoonstellingen gehouden.
Het museum bevatte de volgende stromingen in de schilderkunst:
- realisme, expressionisme, en figuratieve kunst
- Abstract expressionisme
- Geometrische kunst

In totaal bevonden zich in het museum 400 werken van 80 verschillende Nederlandse en Vlaamse kunstschilders.
Het museum sloot in 2015. 